# 代理人 (映画)
『代理人』（だいりにん、原題：Losing Isaiah）は、1995年制作のアメリカ合衆国のドラマ映画。日本では劇場未公開。

## あらすじ
ある日、シカゴのとある病院に、ゴミ捨て場に置き去りにされていた黒人の赤ん坊が運び込まれてくる。
その病院でソーシャルワーカーとして働くマーガレットは赤ん坊の看病をするうちに、健気に生きるその姿に胸を打たれ、その赤ん坊を養子に迎えることを決意する。マーガレットの家に引き取られた赤ん坊はイザヤと名付けられ、愛情をいっぱいに受けてすくすくと育っていく。
しかし数年後、マーガレットはカイラという黒人女性から訴訟を起こされる。カイラはイザヤの実の母親で、麻薬中毒で逮捕されていた。そして更生後にイザヤの消息をつかみ、親権奪回の訴訟を起こしてきたのだった。マーガレットとカイラは、イザヤを巡って法廷で争うことになる。

## キャスト
※括弧内は日本語吹替。
- マーガレット・ルウィン：ジェシカ・ラング（榊原良子）
- カイラ・リチャーズ：ハル・ベリー（田中真弓）
- チャールズ・ルウィン：デヴィッド・ストラザーン（原康義）
- ルイス：サミュエル・L・ジャクソン（水野龍司）
- エディ・ヒューズ：キューバ・グッディング・ジュニア（大川透）
- ハンナ・ルウィン：デイジー・イーガン（増田ゆき）
- イザヤ：マーク・ジョン・ジェフリーズ（大谷育江）
- マリー：ジョイ・リー（定岡小百合）
- ガシー：レジーナ・テイラー（堀越真己）
- キャロライン：ラターニャ・リチャードソン（磯辺万沙子）
- 判事：ジャクリーン・ブルックス（久保田民絵）
- アミール：ドノヴァン・イアン・Ｈ・マクナイト（亀井芳子）
- ジョゼット：リッキア・A・スミス（喜田あゆ美）
- ジェイミソン：マーク・ナスバウム（岩田安生）
- ローラ・セロン
- ジェニファー・クリスタル
- ジョン・ビーズリー